# Sarojini Naidu
Pour les articles homonymes, voir Naidu et Classe Sarojini Naidu.
Sarojini Naidu, née Sarojini Chattopadhyay (bengali : সরোজিনী চট্টোপাধ্যায়) le 13 février 1879 à Hyderabad et morte le 2 mars 1949 à Lucknow, aussi connue sous le sobriquet de rossignol de l'Inde, est une femme politique et poétesse indienne. Elle est la première gouverneure des Provinces unies d'Agra et d'Oudh de 1947 à 1949, ainsi que la première femme à devenir gouverneur d'un État indien. Elle fut la seconde femme (et la première femme indienne) à devenir présidente du Congrès national indien en 1925.

## Jeunesse
Sarojini Naidu naît à Hyderabad de Aghore Nath Chattopadhyay et Barada Sundari Debi le 13 février 1879. Son père est docteur en sciences de l'université d'Édimbourg, établi dans l'État d'Hyderabad, où il fonda et administra le collège Hyderabad, qui devint plus tard le collège Nizam de Hyderabad. Sa mère est une poétesse qui écrivait en bengali. Elle est l'aînée d'une fratrie huit frères et sœurs. Son frère Virendranath Chattopadhyaya devint un révolutionnaire et son autre frère, Harindranath, un poète, acteur et dramaturge.
Elle réussit son matriculation examination (équivalent du baccalauréat) à l'université de Madras, mais fait une pause de quatre ans dans ses études. En 1895, le Nizam scholarship Trust, créé par le 6e Nizam - Mir Mahbub Ali Khan, lui permet d'étudier en Angleterre, au King's College de Londres puis au Girton College à Cambridge.
Elle rencontre Govindarajulu Naidu, un médecin de profession, et à l'âge de 19 ans, après avoir fini ses études, elle l'épouse. À cette époque, les mariages inter-castes n'étaient pas autorisés, mais son père donna son accord pour ce mariage.
Le couple a cinq enfants. Sa fille Padmaja Naidu devint gouverneur du Bengale-Occidental.

## Carrière politique

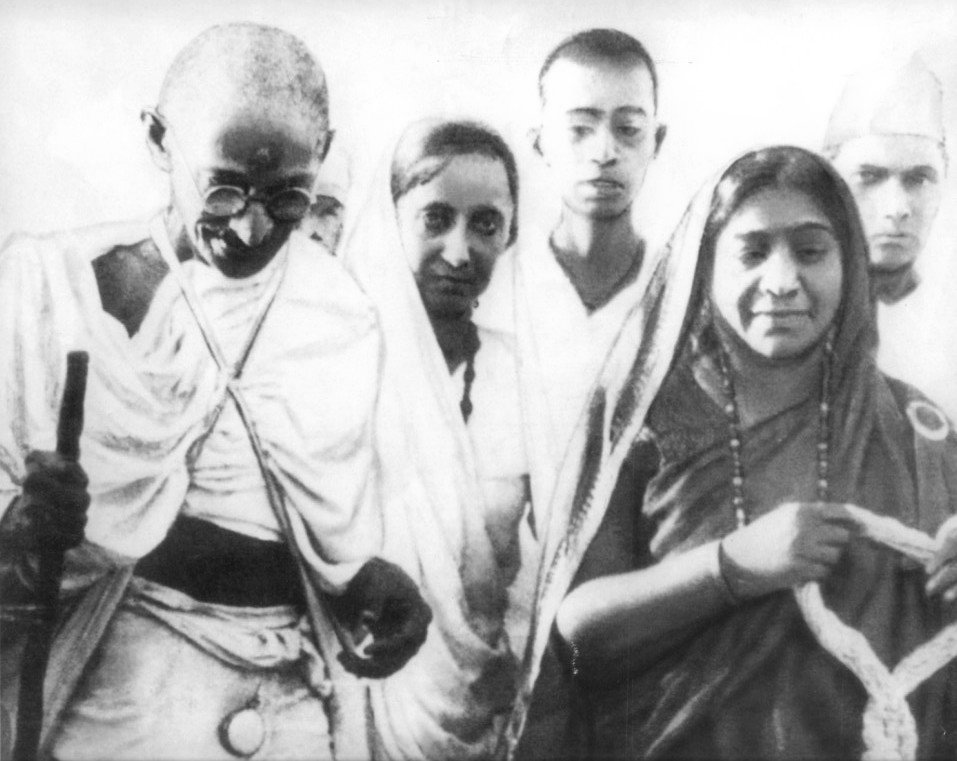
Sarojini Naidu (tout à droite) avec Mahatma Gandhi pendant la marche du sel en 1930.

### Mouvement indépendantiste
Sarojini Naidu rejoint le Mouvement pour l'indépendance de l'Inde dans le sillage de la partition du Bengale en 1905. Elle entre en contact avec Gopal Krishna Gokhale, Rabindranath Tagore, Muhammad Ali Jinnah, Annie Besant, C. P. Ramaswami Iyer, Mahatma Gandhi et Jawaharlal Nehru.
Entre 1915 et 1918, elle voyage dans différentes parties de l'Inde, faisant des lectures sur la sécurité sociale, l'autonomisation des femmes et le nationalisme. Elle aide également à fonder la Women's Indian Association (WIA) en 1917. Elle fut envoyée à Londres avec Annie Besant, présidente de la WIA, pour évoquer le droit de vote des femmes à la commission parlementaire.

### Présidente du parti du congrès
En 1925, elle préside la session annuelle du Congrès national indien à Kanpur.
En 1929, elle préside le Congrès indien de l'Est-Africain, en Afrique du Sud. Elle est récompensée de la médaille Kaisar-I-Hind par le gouvernement britannique pour son travail sur l'épidémie de peste indienne.
En 1931, elle participa à une table ronde avec Gandhi et Madan Mohan Malaviya.
Elle joue un rôle de leader dans le mouvement de désobéissance civile et est incarcérée avec Gandhi et d'autres de ses dirigeants. En 1942, elle est arrêtée pendant le mouvement « Quit India ».

## Carrière littéraire
Sarojini Naidu commence à écrire à l'âge de douze ans. Son œuvre, Maher Muneer, écrite en persan, impressionne le Nawab d'Hyderabad.
En 1905, sa première collection de poèmes, intitulée The Golden Threshold est publiée. Ses poèmes sont admirés par de nombreux hommes politiques indiens, comme notamment Gopal Krishna Gokhale.
Sa collection de poèmes intitulée The Feather of The Dawn est éditée et publiée à titre posthume en 1961 par sa fille Padmaja.

## Mort et héritage
Sarojini Naidu meurt d'une crise cardiaque alors qu'elle travaille dans son bureau de Lucknow, le 2 mars 1949.
Plusieurs noms d'institutions lui rendent hommage, comme le Sarojini Naidu College for Women, le Sarojini Naidu Medical College, le Sarojini Devi Eye Hospital et la Sarojini Naidu School of Arts and Communication de l'université d'Hyderabad.
Aldous Huxley a écrit :
« It has been our good fortune, while in Bombay, to meet Mrs. Sarojini Naidu, the newly elected President of the All-India Congress and a woman who combines in the most remarkable way great intellectual power with charm, sweetness with courageous energy, a wide culture with originality, and earnestness with humor. If all Indian politicians are like Mrs. Naidu, then the country is fortunate indeed »
Traduction : 

« Cela a été une chance de rencontrer Mme. Sarojini Naidu à Bombay, la nouvelle présidente élue du congrès de l'Inde et une femme qui combine une remarquable intelligence avec son charme, la douceur avec le courage, une vaste culture avec l'originalité, et le sérieux avec l'humour. Si toutes les personnalités politiques indiennes sont comme Mme Naidu, alors le pays a de la chance. »

Son 135e anniversaire en 2014 est commémoré par un doodle sur la page d'accueil indienne de Google.

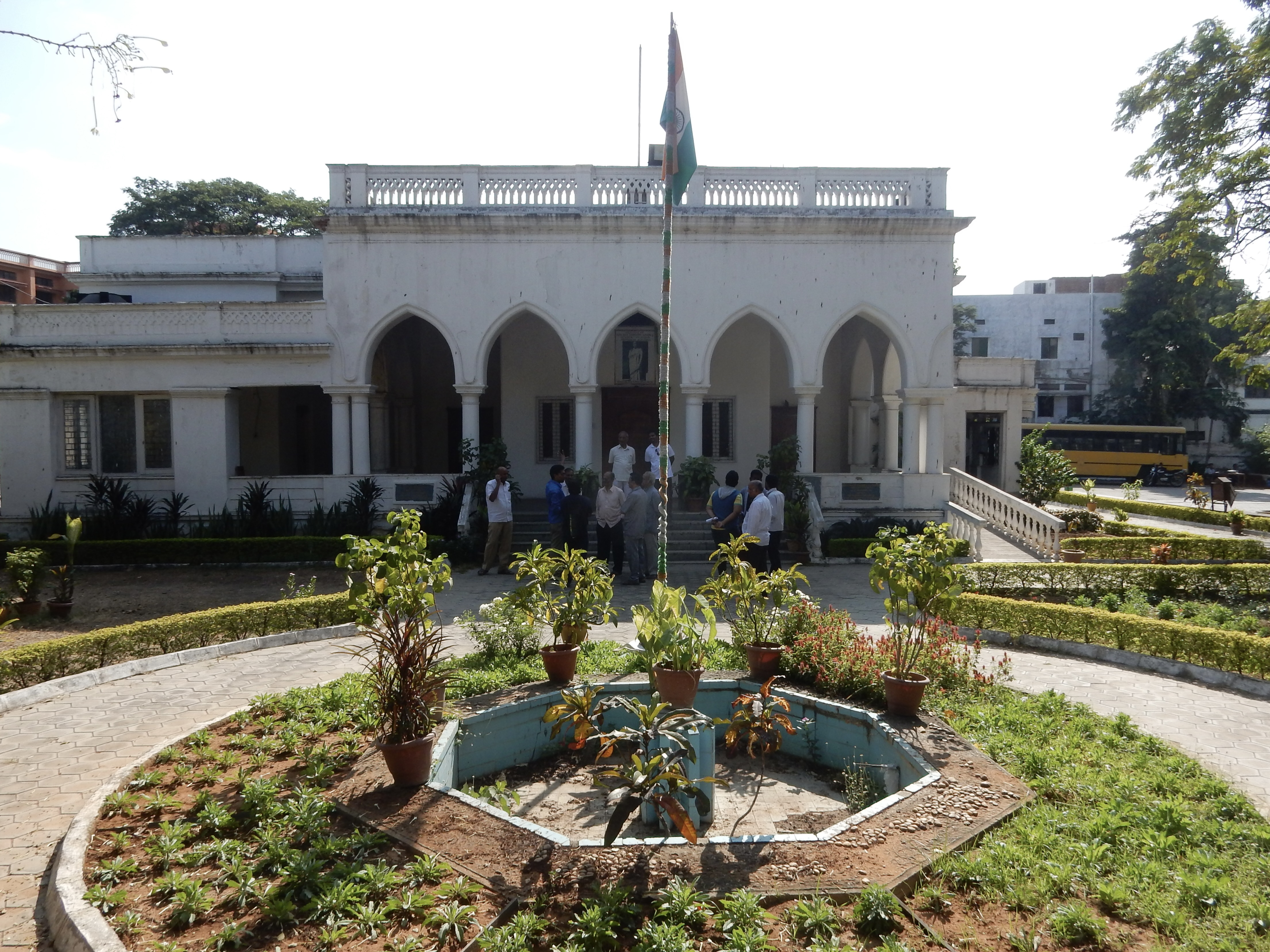
Le Golden Threshold en 2015.

### Golden Threshold
Le « Golden Threshold (en) » est une annexe du campus de l'université d'Hyderabad (en). Le bâtiment était la résidence du père de Sarojini Naidu, Aghornath Chattopadhyay, le premier directeur de l'Hyderabad College. Il a été nommé d'après la collection de poèmes de Sarojini Naidu. Golden Threshold accueille de nos jours la Sarojini Naidu School of Arts & Communication.
Alors que la famille Chattopadhyay y vivait, c'était un lieu où circulaient beaucoup d'idées réformistes, dans différents domaines, comme le mariage, l'éducation, le féminisme, la littérature et le nationalisme.

## Œuvres
- 1905 : The Golden Threshold, publié au Royaume-Uni[9] (texte disponible en ligne)
- 1912 : The Bird of Time: Songs of Life, Death & the Spring, publié à Londres[10]
- 1917 : The Broken Wing: Songs of Love, Death and the Spring, including "The Gift of India" (première lecture en public : 1915)[10],[11]
- 1916 : Muhammad Jinnah: An Ambassador of Unity[12]
- 1943 : The Sceptred Flute: Songs of India, Allahabad: Kitabistan, publication posthume[10]
- 1961 : The Feather of the Dawn, publication posthume, édité par sa fille, Padmaja Naidu[13]
- 1971 :The Indian Weavers[14]

### Poèmes célèbres
- Damayante to Nala in the Hour of Exile
- Ecstasy
- Indian Dancers
- The Indian Gypsy
- Indian Love-Song
- Indian Weavers
- In Salutation to the Eternal Peace
- In the Forest
- In the Bazaars of Hyderabad
- Ramamuratham
- Nightfall in the City of Hyderabad
- Palanquin Bearers
- The Pardah Nashin
- Past and Future
- The Queen's Rival
- The Royal Tombs of Golconda
- The Snake-Charmer
- Song of a Dream
- Song of Radha, the milkmaid
- The Soul's Prayer
- Suttee
- To a Buddha Seated on a Lotus
- To the God of Pain
- Wandering Singers
- Street Cries
- Alabaster
- Autumn Song
- Bangle Sellers
- The Coromandal Fishers
- To youth